# Гримсон, Стю
Эй Стю́арт Гри́мсон (англ. A. Stuart Grimson; род. 20 мая 1965, Ванкувер, Британская Колумбия, Канада), известный как Стю Гримсон — бывший канадский хоккеист, нападающий, тафгай. Гримсон играл в Национальной хоккейной лиге с 1989 по 2002 год. В течение своей карьеры он выступал за клубы НХЛ «Калгари Флеймз», «Чикаго Блэкхокс», «Майти Дакс оф Анахайм», «Детройт Ред Уингз», «Хартфорд Уэйлерз»/«Каролина Харрикейнз», «Лос Анджелес Кингз» и «Нэшвилл Предаторз». Всю свою карьеру Стю был известен как тафгай. Он заработал более 2000 штрафных минут. За свою устрашающую репутацию бойца он заслужил прозвище «Комбайн».

## Биография

### Игровая карьера
С течением своей длинной карьеры Стю все время совершенствовался как боец. В молодые годы ему не хватало чувства равновесия, в результате чего ему часто доставалось от низкорослых, более крепких бойцов. После своего первого прихода в «Анахайм» он понемногу стал улучшать своё равновесие, и, хотя его стиль драки по-прежнему был «сыроват», он несколько раз смог победить некоторых ведущих бойцов Лиги. Переход в «Хартфорд» в сезоне 1996-97 ознаменовал признание Гримсона как одного из элитных тафгаев НХЛ. Практически сразу же после перехода его бывшее слабое место — чувство равновесия — серьёзно улучшилось. Кроме того, он смог подкачать свою до того довольно щуплую долговязую фигуру. В том сезоне он смог одержать решающие победы над такими признанными драчунами, как Рэнди Маккэй, Даррен Лэнгдон и Энрико Чикконе, а также смог одержать чистые победы над бойцами из «Нью-Йорк Рейнджерс» Райаном Ванденбушем и Шейном Чурлой. В следующем сезоне Гримсон вместе с «Уэйлерс» переехал в Каролину и, оправдывая новое название команды — «Каролина Харрикейнз», — продолжил сметать соперников, словно ураган. С этого момента у Стю началась многолетняя конкуренция с Кшиштофом Оливой из «Нью-Джерси Дэвилз». В течение нескольких следующих сезонов двое бойцов встречались лицом к лицу несколько раз. Их схватки обычно заканчивались вничью. Следующие два сезона Стю провел в уже знакомом «Анахайме». Сезон 2000-01, в котором Стю играл за «Лос Анджелес Кингз», стал последним полным сезоном Гримсона в НХЛ. Он по-прежнему оставался уважаемым элитным бойцом-тяжеловесом и в сезоне 2001-02 в «Нэшвилле», однако не смог закончить его из-за последствий сотрясения мозга, которое он получил в бою с Жоржем Лараком из «Эдмонтон Ойлерс», что вынудило его завершить карьеру. До этого эпизода у него также бывали случаи, когда он получал серьёзные травмы в результате драк на льду, и он даже признался, что однажды потерял сознание прямо во время боя.
В течение почти всей карьеры продолжалось его соперничество с легендарным тафгаем Бобом Пробертом, которого многие наблюдатели считали одним из лучших бойцов за всю историю НХЛ. И, хотя, по распространенному мнению, общую победу в противостоянии одержал Проберт, Гримсон каждый раз показывал все, на что он способен, и смог выиграть несколько боев между ними.
Несколько последних сезонов своей карьеры Стю конкурировал с тафгаями нового поколения, в частности Жоржем Лараком, Кшиштофом Оливой и Скоттом Паркером.

### Статистика
| 1982–83     | Реджайна Пэтс         | WHL         | 48  | 0  | 1  | 1  | 105  | 5  | 0 | 0 | 0 | 14  |
| 1983–84     | Реджайна Пэтс         | WHL         | 63  | 8  | 8  | 16 | 131  | 21 | 0 | 1 | 1 | 29  |
| 1984–85     | Реджайна Пэтс         | WHL         | 71  | 24 | 32 | 56 | 248  | 8  | 1 | 2 | 3 | 14  |
| 1985–86     | Университет Манитобы  | CIAU        | 12  | 7  | 4  | 11 | 113  | —  | — | — | — | —   |
| 1986–87     | Университет Манитобы  | CIAU        | 29  | 8  | 8  | 16 | 67   | —  | — | — | — | —   |
| 1987–88     | Солт Лейк Голден Иглз | ИХЛ         | 37  | 9  | 5  | 14 | 268  | —  | — | — | — | —   |
| 1988–89     | Солт Лейк Голден Иглз | ИХЛ         | 72  | 9  | 18 | 27 | 397  | 14 | 2 | 3 | 5 | 86  |
| 1988–89     | Калгари Флеймз        | НХЛ         | 1   | 0  | 0  | 0  | 5    | —  | — | — | — | —   |
| 1989–90     | Солт Лейк Голден Иглз | ИХЛ         | 62  | 8  | 8  | 16 | 319  | 4  | 0 | 0 | 0 | 8   |
| 1989–90     | Калгари Флеймз        | НХЛ         | 3   | 0  | 0  | 0  | 17   | —  | — | — | — | —   |
| 1990–91     | Чикаго Блэкхокс       | НХЛ         | 35  | 0  | 1  | 1  | 183  | 5  | 0 | 0 | 0 | 46  |
| 1991–92     | Индианаполис Айс      | ИХЛ         | 5   | 1  | 1  | 2  | 17   | —  | — | — | — | —   |
| 1991–92     | Чикаго Блэкхокс       | НХЛ         | 54  | 2  | 2  | 4  | 234  | 14 | 0 | 1 | 1 | 10  |
| 1992–93     | Чикаго Блэкхокс       | НХЛ         | 78  | 1  | 1  | 2  | 193  | 2  | 0 | 0 | 0 | 4   |
| 1993–94     | Майти Дакс оф Анахайм | НХЛ         | 77  | 1  | 5  | 6  | 199  | —  | — | — | — | —   |
| 1994–95     | Майти Дакс оф Анахайм | НХЛ         | 31  | 0  | 1  | 1  | 110  | —  | — | — | — | —   |
| 1994–95     | Детройт Ред Уингз     | НХЛ         | 11  | 0  | 0  | 0  | 37   | 11 | 1 | 0 | 1 | 26  |
| 1995–96     | Детройт Ред Уингз     | НХЛ         | 56  | 0  | 1  | 1  | 128  | 2  | 0 | 0 | 0 | 0   |
| 1996–97     | Детройт Ред Уингз     | НХЛ         | 1   | 0  | 0  | 0  | 0    | —  | — | — | — | —   |
| 1996–97     | Хартфорд Уэйлерз      | НХЛ         | 75  | 2  | 2  | 4  | 218  | —  | — | — | — | —   |
| 1997–98     | Каролина Харрикейнз   | НХЛ         | 82  | 3  | 4  | 7  | 204  | —  | — | — | — | —   |
| 1998–99     | Майти Дакс оф Анахайм | НХЛ         | 73  | 3  | 0  | 3  | 158  | 3  | 0 | 0 | 0 | 30  |
| 1999–00     | Майти Дакс оф Анахайм | НХЛ         | 50  | 1  | 2  | 3  | 116  | —  | — | — | — | —   |
| 2000–01     | Лос Анджелес Кингз    | НХЛ         | 72  | 3  | 2  | 5  | 235  | 5  | 0 | 0 | 0 | 4   |
| 2001–02     | Нэшвилл Предаторз     | НХЛ         | 30  | 1  | 1  | 2  | 76   | —  | — | — | — | —   |
| Всего в НХЛ | Всего в НХЛ           | Всего в НХЛ | 729 | 17 | 22 | 39 | 2113 | 42 | 1 | 1 | 2 | 120 |

### Личная жизнь
Несмотря на свою бесстрашную репутацию на льду, вне его Гримсона уважают за интеллигентность и красноречивость. В начале 90-х Гримсон стал утвердившимся в вере христианином и возглавил Христианское Братство НХЛ. После завершения карьеры Стю окончил обучение и в 2005 году получил юридическое образование, после чего начал работу по специальности. В настоящее время он работает в одной из юридических фирм в Нэшвилле.
У него четверо детей: Джейн, Кристиан, Ханна и Эрин.